# Il campione (film 1943)
Il campione è un film del 1943 diretto da Carlo Borghesio.

## Produzione
Girato a Torino negli stabilimenti della Fert nell'inverno tra il 1942 e il 1943, vi recitano due ex pugili: Enzo Fiermonte, il protagonista, ed Erminio Spalla, che interpreta il suo allenatore. Appaiono anche tre pugili all'epoca in piena attività, Beniamino Serpi, attivo dal 1938 al 1949, Elio Cecchini e Salvatore Zaetta.

## Accoglienza
La pellicola non ebbe molto successo, ed anche le critiche furono negative (su La Stampa venne recensito in questo modo: "Gli ambienti sono semplici e i personaggi sempliciotti").